# Vườn quốc gia Tai Rom Yen
Vườn quốc gia Tai Rom Yen (tiếng Thái: ใต้ร่มเย็น) tọa lạc tại phía Đông của tỉnh Surat Thani ở miền Nam Thái Lan. Vườn bao gồm phần phía Bắc của  Dãy núi Nakhon Si Thammarat và phần lớn được rừng bao phủ. Vườn quốc gia vào ngày 31 tháng 12 năm 1991 với diện tích  425 km² ở các huyện Kanchanadit, Ban Na San và Wiang Sa.
Khu vực này, đặc biệt là xung quanh đồi Khao Chong Chang đã là một thành trì của những người cộng sản trong thập niên 1980. Từ chỗ này, họ đã thành công trong việc giết chết công chúa Vibhavadi Rangsit năm 1977 cũng như phó thống đốc của tỉnh  Surat Thani. Khi những cuộc bạo loạn đầu những năm 1990 do chương trình ân xá mang tên Tai Rom Yen (có nghĩa cool shade in the South) và vườn quốc gia đã được thành lập. Đỉnh núi cao nhất đã được đặt tên theo chương trình ân xá này.
Các điểm hấp dẫn trong vườn quốc gia này bao gồm hai thác nước Muang Thuat và Than Thip, cũng như động Khamin. Hai trại của những người cộng sản trước đây cũng được khách đến tham quan, đó là Trại 180 và Trại 357.